# Persectania ewingii
Persectania ewingii är en fjärilsart som beskrevs av John Obadiah Westwood 1837. Persectania ewingii ingår i släktet Persectania och familjen nattflyn. Inga underarter finns listade i Catalogue of Life.

## Bildgalleri

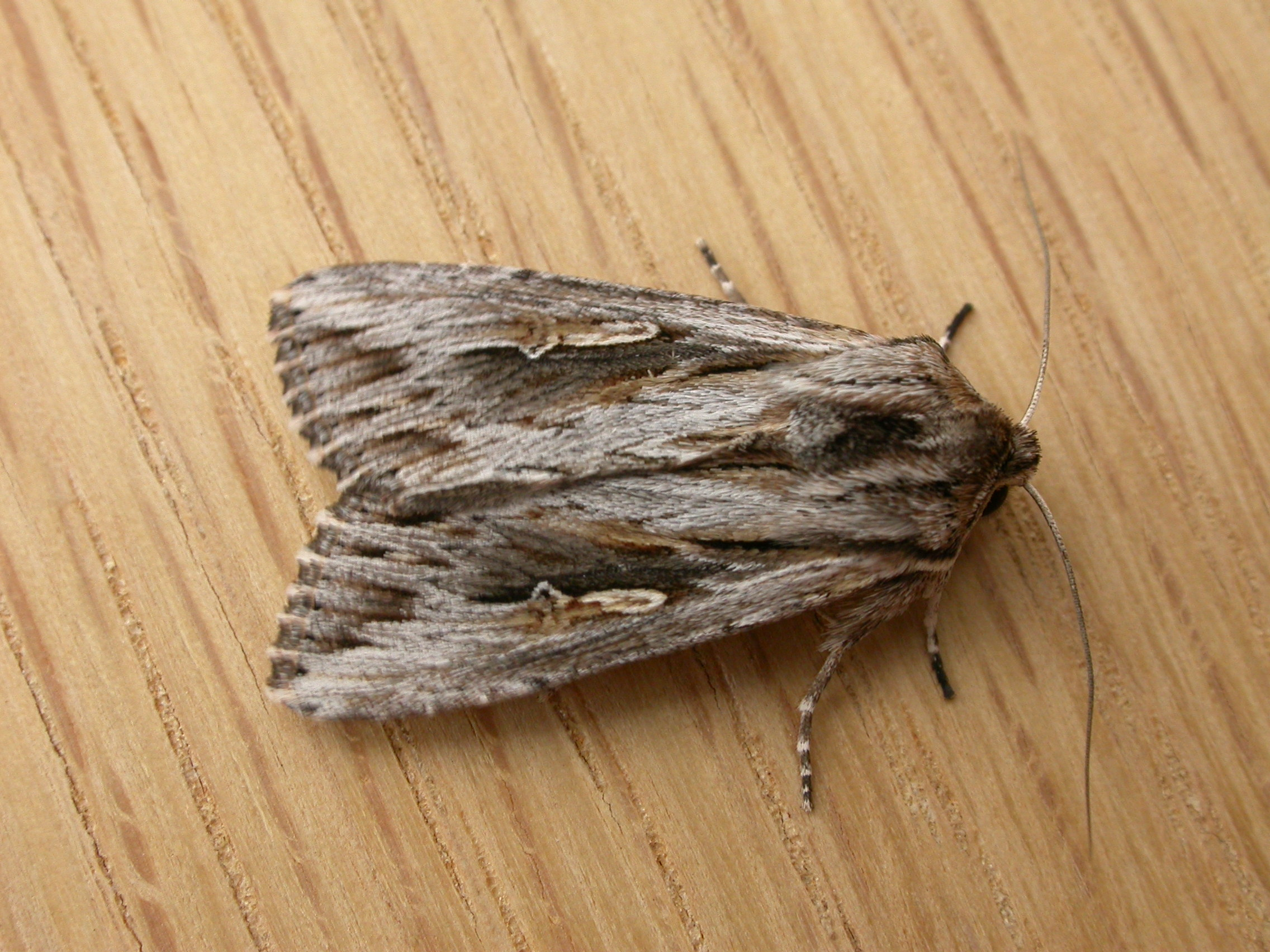